# Cyathostegia matthewsii
Cyathostegia matthewsii là một loài thực vật có hoa trong họ Đậu. Loài này được (Benth.) Schery miêu tả khoa học đầu tiên.